# Zakopane
Zakopane és una ciutat polonesa del voivodat de Petita Polònia. La ciutat es coneix popularment com la capital d'hivern de Polònia, es troba a la part sud de la regió de Podhale, a les muntanyes Tatres.

## Història

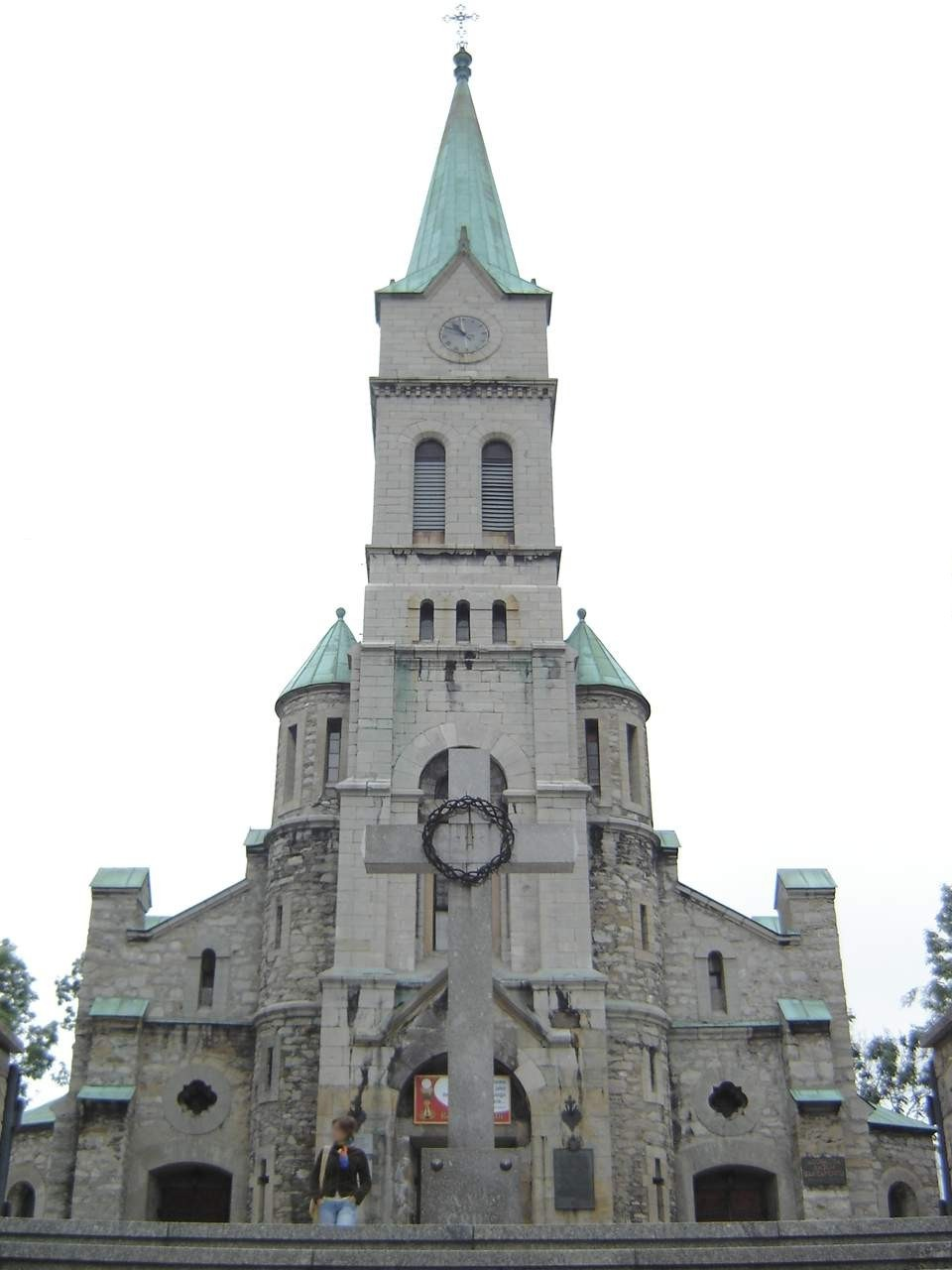
Catedral de Zakopane

Els documents més antics que mencionen Zakopane daten del segle xvii, en els quals es descriu una clariana del bosc anomenat Zakopisko. El 1676 era una vila de 43 habitants. El 1824 va ser venut a la família Homola, com gran part de les muntanyes Tatres. La seva història a continuació es remunta al desenvolupament de la mineria i a la indústria metal·lúrgica de la regió, i més tard ja al turisme. Durant els darrers anys ha esdevingut una important ciutat turística a causa del fort creixement demogràfic de la regió.

## Esport

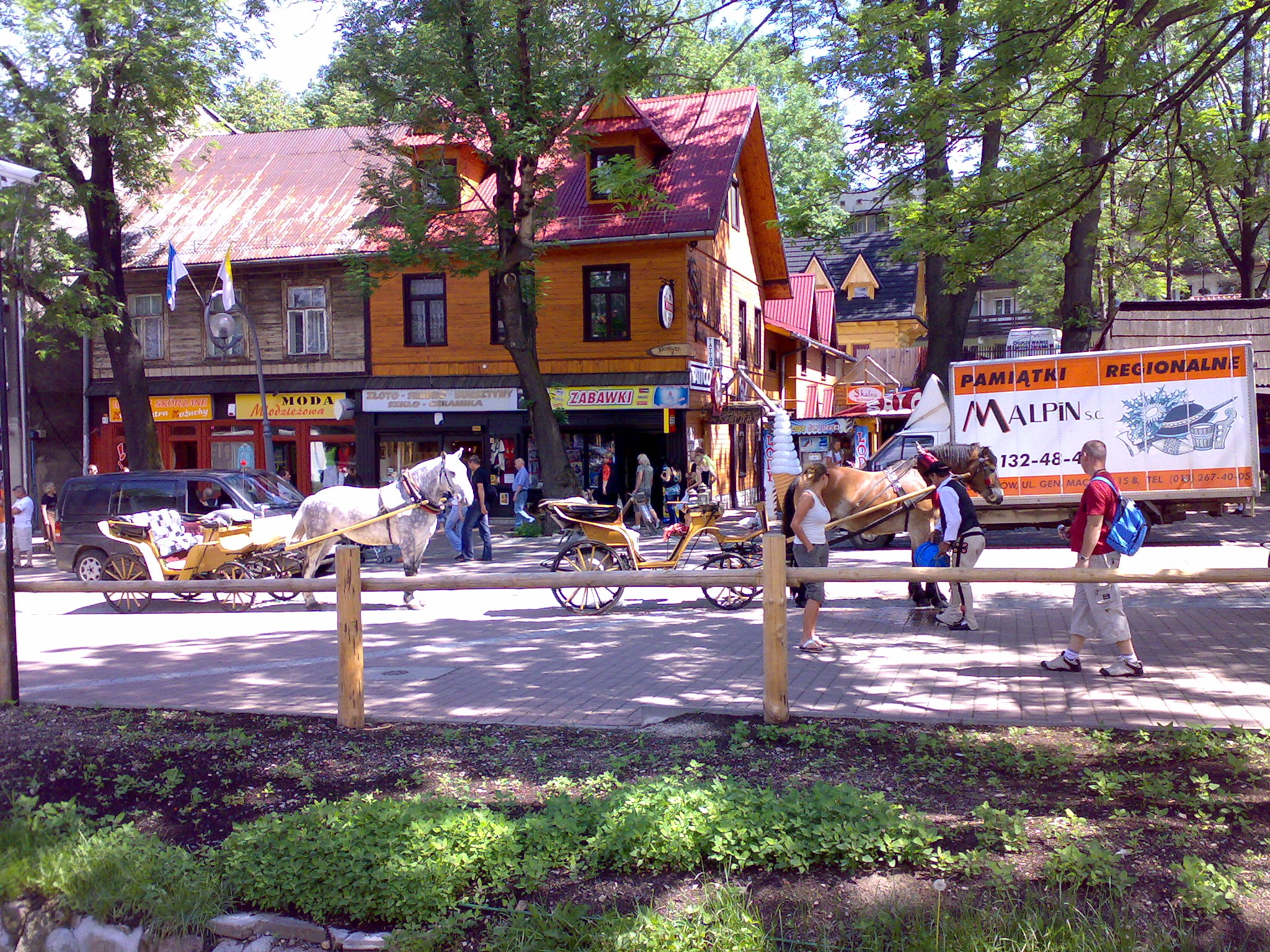
Un carrer de la ciutat.

Zakopane ha estat seu dels Mundials d'esquí nòrdic durant els anys 1929, 1939 i 1962, les Universíades d'Hivern el 1956, 1993 i 2001, un Campionat Mundial de Biatló el 1969 i diverses copes de salts d'esquí. Fou candidata als Jocs Olímpics d'Hivern del 2006 i als Mundials d'Esquí el 2011.

## Geografia

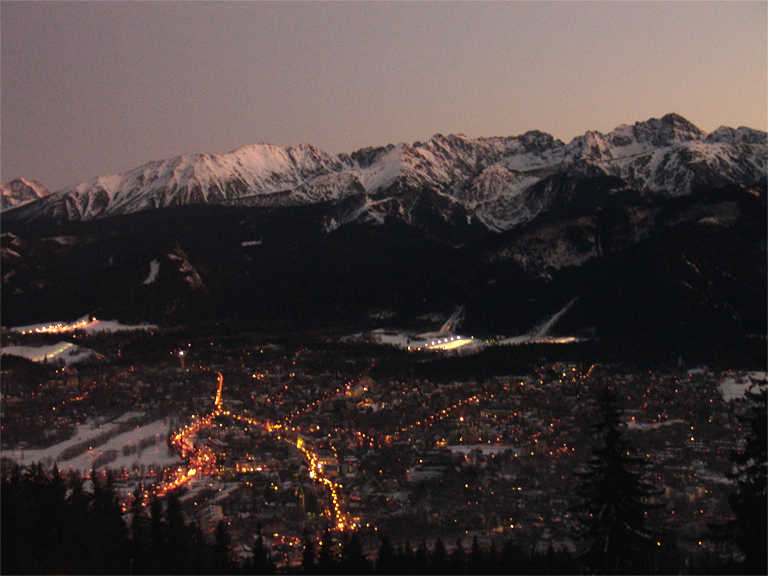
Vista nocturna

La ciutat es troba a la part sud de la regió de Podhale, a les muntanyes Tatres. Explorar aquestes muntanyes permet gaudir del considerat sistema alpí més petit del món, amb paisatges de bosc i muntanya, amb espècies protegides com l'os bru, el llop, el linx o l'emblemàtic ant, que conviuen arran dels llacs de les valls. Des de Poprad surt un tren que permet accedir fàcilment a la majoria de les valls dels Alts Tatres. Els paisatges són d'alta muntanya.
Les muntanyes Tatres són la serralada més gran dels Carpats, i és una gran zona turística. Tenen una alçada mitjana de 2.655 m, i a la zona polonesa hi ha planes, valls i costes, a més de turons, elevacions i deus d'aigua.
La serralada limita entre Polònia i Eslovàquia, on creua el massís els Tatres al cim de Gerlach fins a Ucraïna i a Romania, per on es connecta amb els Alps de Transsilvània. En aquestes muntanyes neixen tres rius: el Vístula, el Dnièster i el Moldàvia.

## Ciutats agermanades
- Polònia, Sopot.
- Eslovàquia, Poprad.
- França, Saint-Dié-des-Vosges.
- Alemanya, Siegen.
- Eslovàquia, Vysoké Tatry.